# Мікоян Артем Іванович
Арте́м Іва́нович Мікоя́н (вірм. Արտյոմ Հովհաննեսի Միկոյան, ім'я принародженні — Анушава́н Оване́сович Мікоя́н (вірм. Անուշավան Հովհաննեսի Միկոյան; нар. 23 липня (5 серпня) 1905, Санаїн, Тифліська губернія, Російська імперія — пом. 9 грудня 1970, Москва, РРФСР, СРСР) — радянський авіаконструктор. Генеральний конструктор дослідного конструкторського бюро «МіГ». Генерал-полковник інженерно-технічної служби. Двічі Герой Соціалістичної Праці. Молодший брат радянського державного та політичного діяча Анастаса Івановича Мікояна.

## Біографія
Народився 23 липня (5 серпня) 1905 року у селі Санаїн Тифліської губернії Російської імперії (нині в межах міста Алаверді, марз (область) Лорі, Вірменія) в родині бідного сільського теслі. З шести років почав випасати худобу. Читати і писати навчився у сільській школі.
1918 року сім'я переїхала до Тифлісу (нині Тбілісі), де він почав учитись разом зі старшим братом Анастасом.
1923 року переїхав до Ростова-на Дону, де вступив до технічного училища при машинобудівному заводі, працював токарем залізничної майстерні.
1924 року під час т. зв. Ленінського призову (після смерті Леніна 21 січня 1924 року) прийнятий кандидатом у члени РКП(б). Член ВКП(б)-КПРС з червня 1925 року.
У листопаді 1925 року переїхав до Москви, працював токарем на заводі «Динамо». На той час його старший брат посідав високі посади в партії і був близьким соратником Сталіна.
До 1928 року працював на заводі, після цього був рекомендований на партійну роботу. У 1928—1930 роках служив у армії, був секретарем комітету комсомолу першого радянського танкового училища. Після повернення з армії працював у Москві на заводі «Компресор», був обраний секретарем партійного комітету заводу.
1931 року за направленням партії почав навчання в Повітряно-військовій академії імені Жуковського. В академії зокрема вчили стрибати з парашутом і керувати літаком. 1935 року разом з двома іншими слухачами академії збудував легкий літак «Октябрьонок» (рос. Октябрёнок, Жовтеня), що отримав схвалення Центрального аероклубу.
22 жовтня 1937 року після захисту дипломного проєкту отримав звання «військовий інженер-механік Військово-повітряних сил РСЧА».

### Робота авіаконструктором
1937 року після закінчення академії з червоним дипломом Мікояна призначили військовим представником на Державному авіаційному заводі імені № 1 Осоавіахіму (ГАЗ № 1, рос. Государственный авиационный завод №). 1938 року призначений начальником бюро серійних винищувачів Конструкторського бюро Полікарпова.
У березні 1939 року призначений начальником конструкторського бюро заводу, у грудні того ж року разом із Гуревичем очолив групу конструкторів — дослідно-конструкторське бюро заводу № 1 імені Осоавіахіму.
1940 року Мікоян разом з Гуревичем створили «МіГ-1» — найшвидший серійний винищувач того часу, призначений для дій на великій висоті. перший політ відбувся 5 квітня 1940 року.
Влітку 1940 року створено «МіГ-3» (модифікацію «МіГ-1»), наприкінці року розпочато його виробництво. У 1940-41 роках «МіГ-3» будувався великими партіями і використовувався на початку німецько-радянської війни.
1940 року Мікояна призначили головним конструктором заводу.
На початку 1941 року Мікоян разом з групою радянських авіаконструкторів за відрядженням побував у Німеччині для ознайомлення з німецькою авіацією і авіабудівною промисловістю.
У серпні 1941 року під час німецько-радянської війни КБ Мікояна і Гуревича було евакуйовано з Москви. У березні 1942 року Мікояна призначили директором і головним конструктором дослідного заводу. У квітні КБ повернулось з евакуації.
Після війни в КБ було створено: «МіГ-9» — перший радянський літак з двома турбореактивними двигунами; «МіГ-15» — перший серійний радянський літак, що подолав звуковий бар'єр; «МіГ-17», що досягав швидкості звуку, «МіГ-19» — перший серійний радянський надзвуковий літак, «МіГ-21» зі швидкістю польоту, удвічі більшою за швидкість звуку.
На літаках Мікояна було встановлено 55 світових рекордів.
Артем Іванович Мікоян помер 9 грудня 1970 року після операції на серці. Похований на Новодівочому цвинтарі у Москві.

## Нагороди
- Герой Соціалістичної Праці — 20 квітня 1956 року
- Шість орденів Леніна — 31 грудня 1940, 1955, 1956, 1965
- Орден Жовтневої Революції
- Орден Червоного Прапора
- Орден Вітчизняної війни 1 ступеня
- Два Ордена Червоної Зірки
- Шість Сталінських премій — 1941, 1947, 1948, 1949, 1952, 1953
- Ленінська премія — 1962

## Увічнення пам'яті
Бронзовий бюст у селі Санаін в межах міста Алаверді, марз (область) Лорі, Вірменія.
Меморіальна дошка у Москві на будинку, в якому він жив.
Іменем Мікояна названо Московський машинобудівний завод.